# Сулейман-паша аль-Фарансави
Жозеф Севе (или полковник Жозеф Сельва) известный как Сулейман-бей (или Сулейман-паша или Солиман) (17 мая 1788 года Лион — 12 марта 1860 года Каир) — французский офицер, участник наполеоновских войн. Провёл реформу египетской армии, после того как перешёл на службу к Мухаммеду Али. В Египте принял ислам, получил новое имя и прозвище аль-Фарансави («француз»). Служил четырём правителям Египта из династии Мухаммеда Али.
Одна из его дочерей — бабушка Назли Сабри, жены короля Египта Фуада I и матери короля Фарука.

## Легенды
Многие факты его доегипетской биографии вызывали сомнения и споры уже у современников. Н. Н. Муравьёв-Карский предполагал, что многие события, приписываемые раннему периоду жизни Жозефа Севе, недостоверны, так как базируются на его собственных рассказах.

### Семья и детство

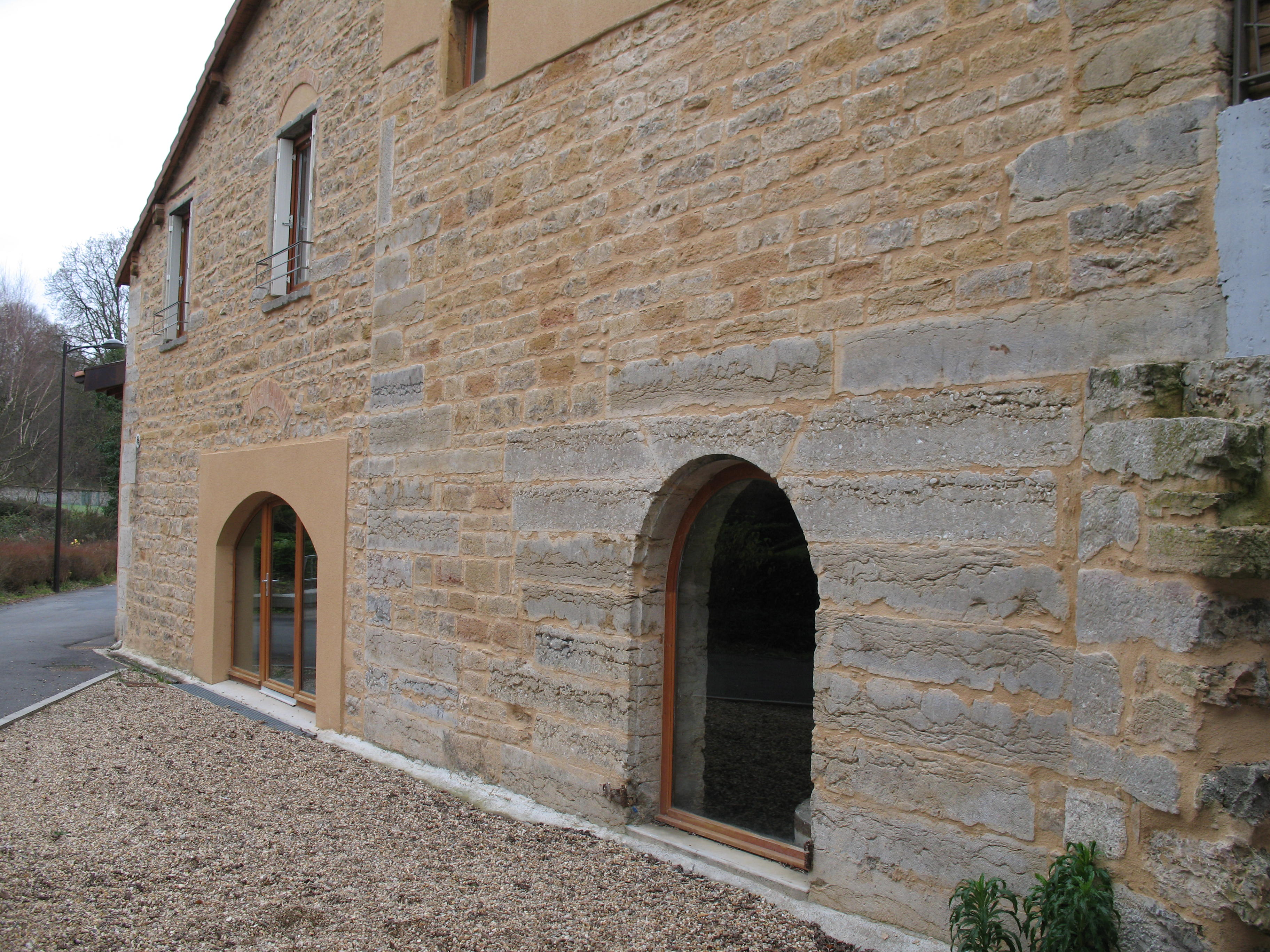
Мельница в Фонтэн-Сен-Мартин

Одна из версий утверждает, что Жозеф родился в воскресенье 11 мая 1788 года на мельнице Пролиер (фр. Prolières) в деревне Фонтэн-Сен-Мартин, расположенной к северу от Лиона. Но согласно архивным данным Лиона от 19 мая 1788 года, записанным викарием Перрены, он был крещён накануне (позавчера). Поэтому исследователи относят дату рождения Севе на 17 мая.
В записи о крещении отцом Жозефа назван Антельм Севе (фр. Anthelme Seve), занимавшийся сукноделием, а матерью — Антуанетта Жуиллет (фр. Juillet). Крёстными Жозефа числятся Жозеф Милло, продавец прохладительных напитков, и Мария Магдалина Данген.
Отец Жозефа — Антельм Севе (1754—1832) — происходил из Люи. Он был сыном крестьянина Франсуа Севоза и Катрин Бодет. Переехав в деревню Лагние, Антельм стал учиться на шляпника. В 1780 году он переехал в Лион, где в 1786 году женился. В этот момент его савойская фамилия «Севоз» приобрела французскую форму «Севе».
Мать Жозефа — Антуанетта (1765—1814), родилась в Лионе. Она была дочерью мельника Луи Жуиллет и его жены Антуанетты Дезарг.
Жозеф оказался вторым из шести детей. Кроме него родились в 1787 году старшая сестра Антуанетта, в 1789 году — Жанна, в 1790 году — Луиза, в 1791 году — Луи и в 1793 году — Жан Батист.
Считается, что Жозеф со своими братьями и сёстрами воспитывался в деревне Фонтэн-Сен-Мартен у родителей матери. В революционные годы многие священники прекратили обучение. Жозеф не имел склонности к учёбе, отличался буйным, неспокойным характером и был заводилой у сверстников.

### Морская карьера

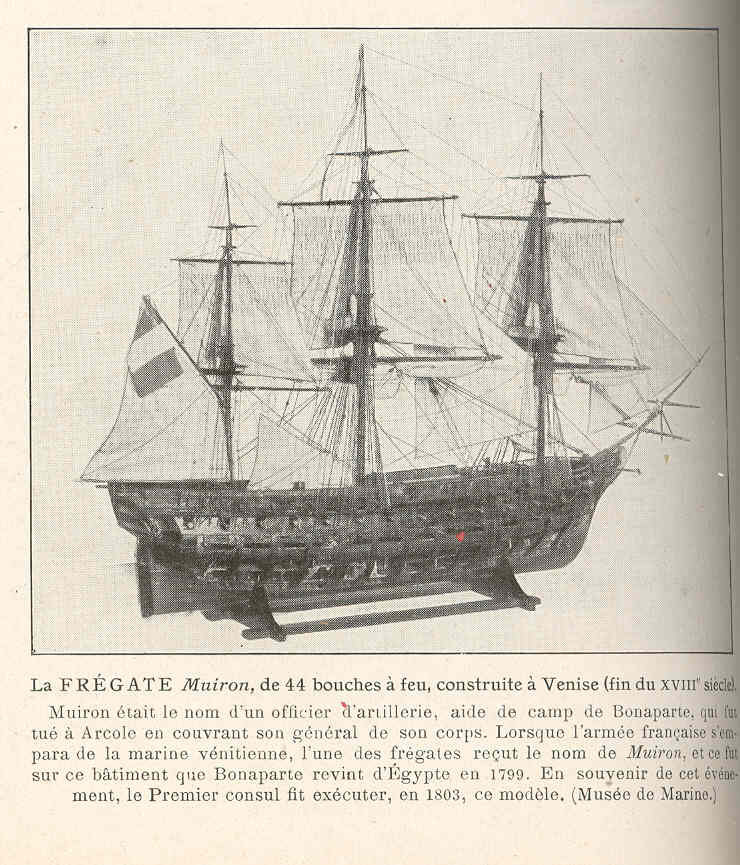
Фрегат «Мюирон», на котором плавали Наполеон I и Жозеф Севе

По утверждениям Айме Вингтрине, 25 сентября 1799 года, в возрасте 11 лет и 4 месяцев, Жозеф взошел в Тулоне на борт фрегата «Мюирон», чтобы стать на нём гардемарином. По другой версии, вплоть до 25 сентября 1803 года Жозеф находился в Лионе, а затем, в возрасте 15 лет, с согласия отца, был завербован под именем 18-летнего Клода Севе и, вступив во 2-й морской артиллерийский полк, попал на фрегат «Мюирон».
Согласно легенде, он принимал участие в Трафальгарской битве, состоявшейся 21 октября 1805 года, и был в ней ранен. По другим данным, ссылающимся на отчеты от 6 сентября 1815 и от 25 декабря 1818 годов, рана была получена им значительно позже и связана с эпизодом, когда Жозеф спас от гибели Октава Сегюра (1779—1818), сына известного деятеля.
Благодаря рекомендациям Жозеф стал гусаром под именем Антельм-Жозеф. По его собственным рассказам, в гусарских частях он воевал в Италии, Германии, принимал участие в войне с Россией (у Березины была убита его лошадь). Считается, что он дослужился до полковника и был адъютантом у маршала Груши. Жозеф поддержал императора Наполеона во время «Ста дней» и принял участие в Ватерлоо под командованием Нея.

## История Сулеймана-паши

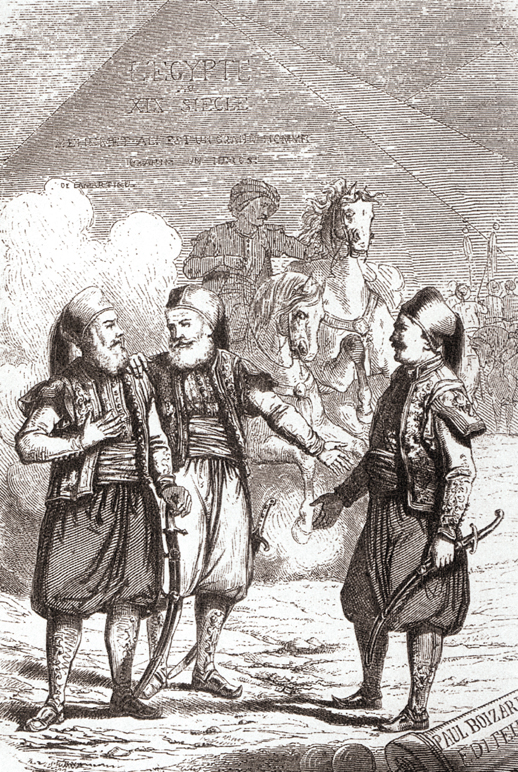
Ибрагим-паша, Мухаммед-Али и «полковник Сельва»

После поражения Наполеона Жозеф вышел в отставку, попытался вступить в брак с модисткой Элали Вирджини Шампани, заняться сельским хозяйством, торговлей. Но семья не приняла невесту, а торговля принесла лишь долги. В 1819 году Жозеф вновь воспользовался рекомендацией графа Сегюра, покинул Францию и поступил на службу к Мухаммеду Али Египетскому.
На новой службе «полковник Сельва» превратил вчерашних феллахов, кочевников и негров под командованием выходцев из Османской империи (высшие офицерские должности замещались черкесами, абазинцами, иными горцами Кавказа, второстепенные — турками и арабами) в регулярную армию. Сначала новое войско было невелико и базировалось у Ассуана, на границе с Нубией. Но после того как «полковник Сельва» укрепил дисциплину и провел реформы, войско проявило себя с положительной стороны. Это привлекло симпатии Мухаммеда Али, и он увеличил численность новой армии до 30 батальонов, по 800 человек в каждом. А её базу перенесли ближе к Каиру. Помимо реорганизации армии, «полковник Сельва» устроил при ней военное училище, селитренный и литейный заводы и арсенал. Но христианское вероисповедание Жозефа Саве могло затруднить его карьерный рост, поэтому он принял ислам, став Солиман-беем (иначе Сулейман-беем).
Не все слои египетского общества были довольны нововведениями Мухаммеда Али. К восстанию, охватившему Верхний Египет, присоединилась и часть нового войска. После того как мятеж был разгромлен, участники его были жестоко наказаны.
Новая армия принимала участие в походе в Кордофан, в войнах на Крите и в Аравии.
В 1831 году численность нового войска составила 70 тысяч чел., том числе 15 полков пехоты, 8 полков кавалерии и 3 батальона артиллерии.
Во время первой турецко-египетской войны в чине бригадного командира сопровождал Ибрагима. После битвы при Конье Сулейман получил звание генералиссимуса (ранее за свои заслуги он последовательно получал титулы ага, бей, паша).

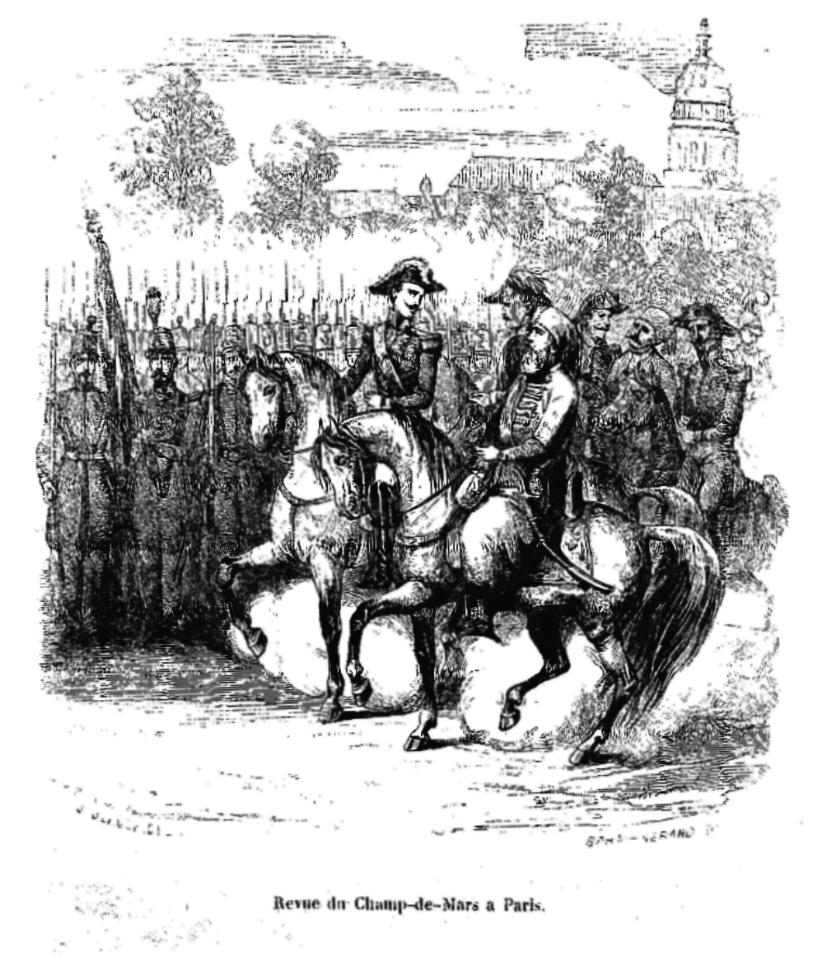
Ибрагим-паша и Сулейман-паша в Париже

В 1845 году Сулейман-паша вновь проявил себя как Жозеф Сево. Сулейман-паша сопровождал Ибрагима во время его поездки во Францию. Они посетили Париж. Там Луи Филипп сделал Сулейман-пашу великим офицером ордена Почетного легиона, как иностранца. После Парижа они с Ибрагимом посетили Англию. И лишь в 1846 году Сулейман-паша смог побывать в Лионе, где посетил сестру Луизу и могилы родителей.
После смерти в 1848 году Ибрагима и в 1849 году Мухаммеда-Али правителем Египта стал Аббас-паша. И хотя он сменил многое в политике Мухаммеда Али, он не тронул Сулейман-пашу, ушедшего в отставку.
В 1852 году, когда Пьер-Луи-Оноре Шавет посетил Египет, он описал «генерал-майора египетской армии» Сулеймана-пашу «красивым стариком с белыми волосами и бородой». Шавет охарактеризовал пашу как гостеприимного и приветливого человека, который перенял большинство восточных обычаев (кроме многожёнства).
В 1854 году новым правителем Египта стал Саид-паша. Он восстановил Сулейман-пашу на прежнем посту.
12 марта 1860 года Сулейман-паша умер от приступа ревматизма.

## Память
В честь Сулеймана-паши в Каире были названы улица и площадь в Каире. В центре площади стояла скульптура Сулейман-паши. Но в 1954 году, так как он был иностранцем и предком последних египетских королей Фарука (отрекся в 1952) и Фуада II (свергли в 1953), улица и площадь были переименованы в честь экономиста Талаат Харб. На площади появилась новая статуя, а статуя Сулеймана-паши аль-Франсави была убрана.
Статуя Сулейману-паши есть в Военном музее в Цитадели Каира.

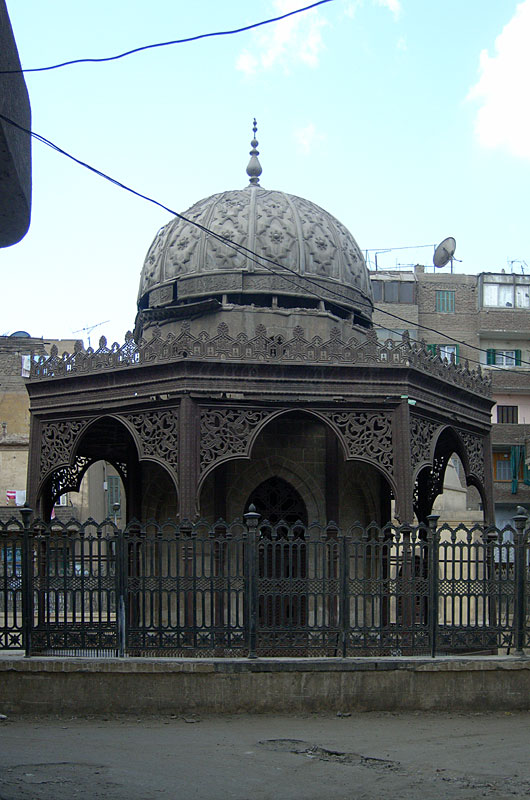
Мавзолей Сулеймана-паши аль-Фарансави
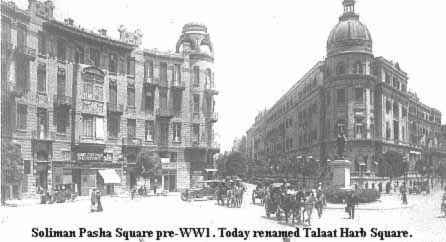
Статуя Сулейман-паши на одноимённой площади в годы Первой мировой войны
Площадь, носившая имя Сулейман-паши, в 2017 году
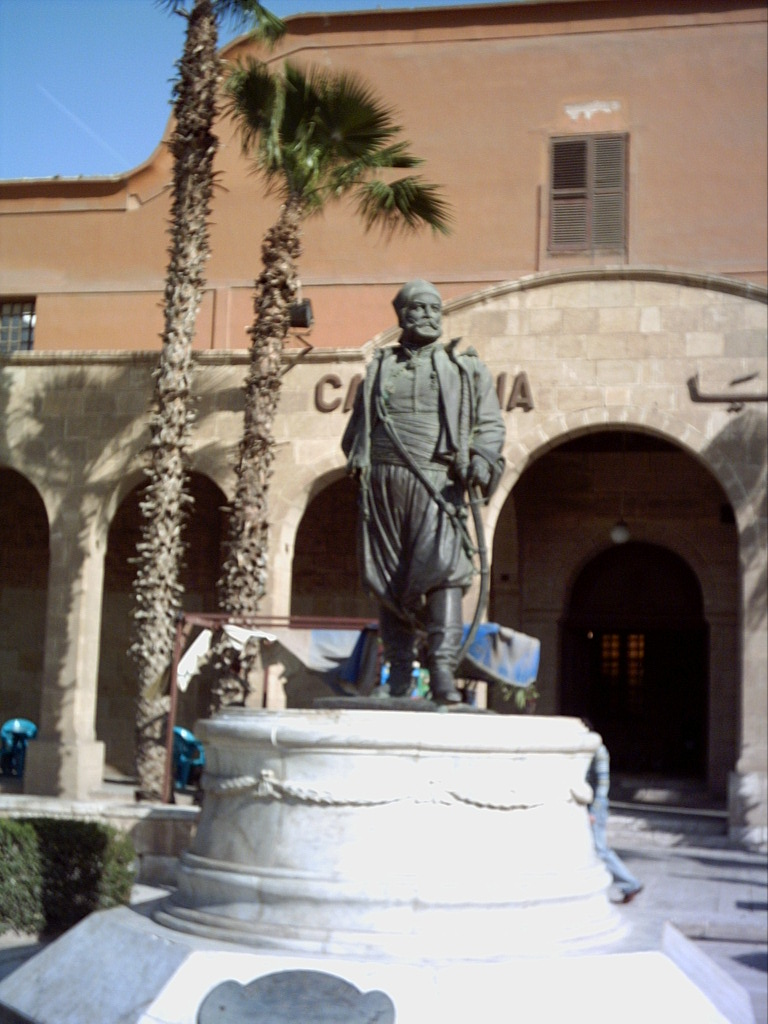
Статуя Сулейману-паши в Военном музее
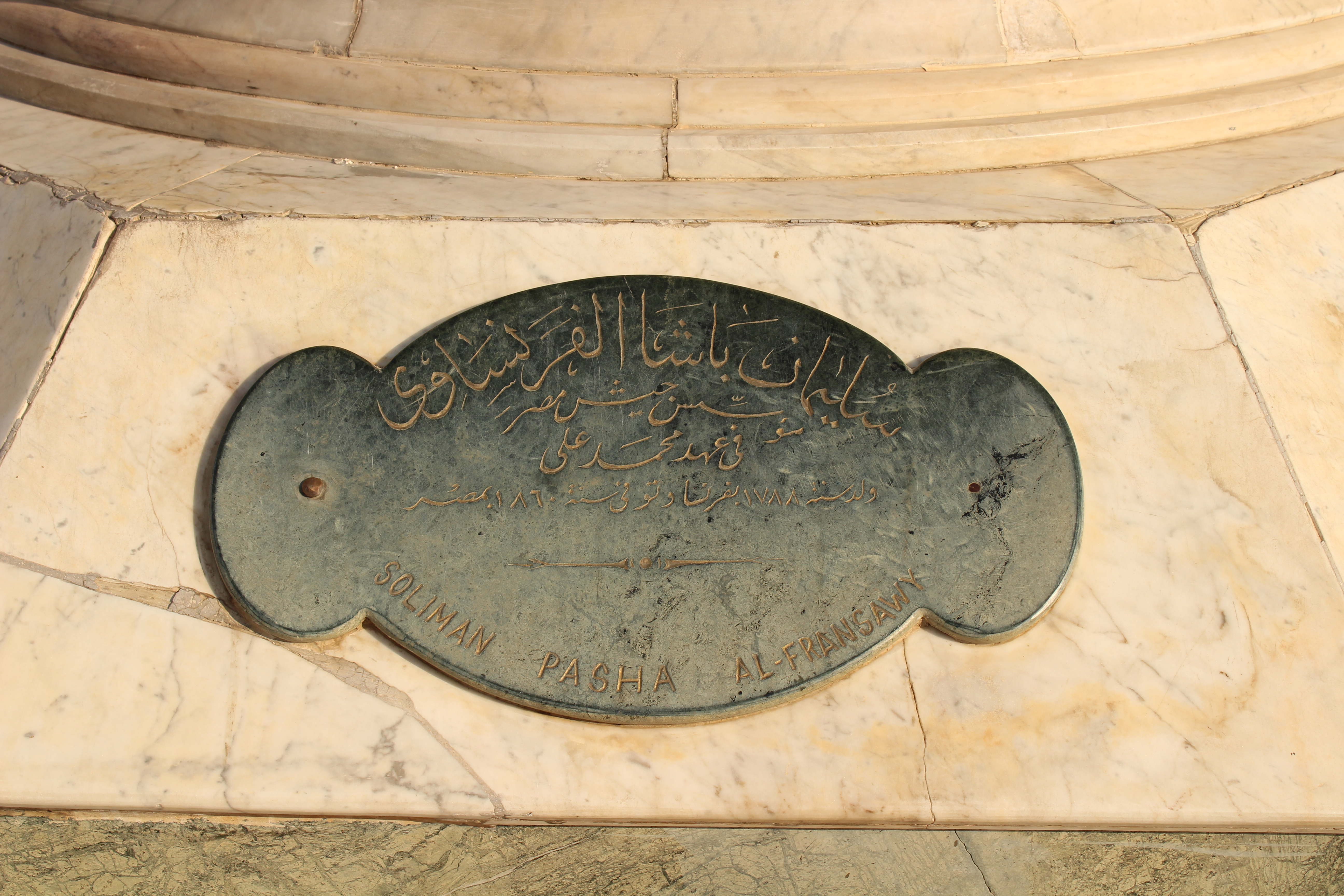
Табличка, посвящённая Сулейману-паше. Военный музей в Каире
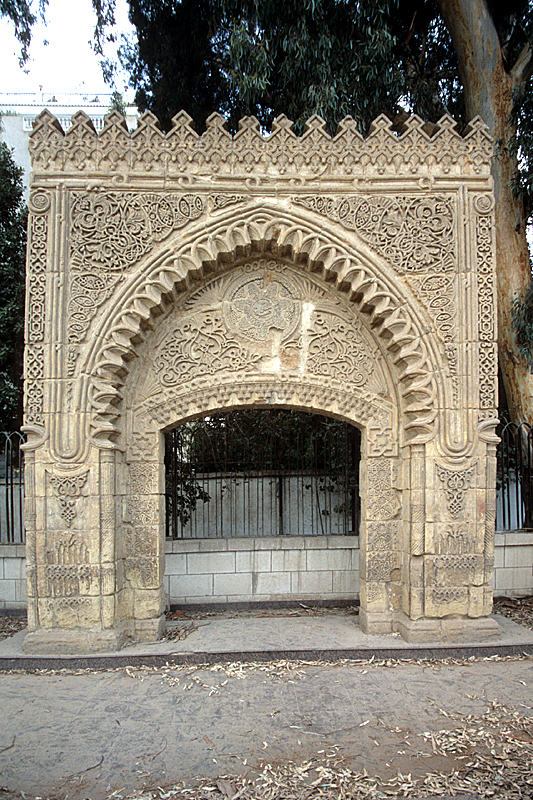
Ворота дома Сулейман-паши в Маади, пригороде Каира